# Ostřice vyvýšená
Ostřice vyvýšená (Carex elata, syn. Carex hudsonii) je druh jednoděložné rostliny z čeledi šáchorovité (Cyperaceae).

## Popis
Jedná se o rostlinu dosahující výšky nejčastěji 40-120 cm. Je vytrvalá a tvoří výrazné trsy. Listy jsou střídavé, přisedlé, s listovými pochvami. Lodyha je ostře trojhranná, drsná. Čepele jsou asi 3-5 mm široké, ploché s úzkým středovým žlábkem, sivozelené. Bazální pochvy jsou bezčepelné, žlutohnědé, vláknitě rozpadavé s nápadnou síťkou. Ostřice vyvýšená patří mezi různoklasé ostřice, nahoře jsou klásky čistě samčí, dole samičí, avšak se samčí špičkou. Toto je poznávací znak této ostřice. Samčích klásků bývá nejčastěji ě, vzácněji 1-3, samičích 2-4. Dolní listen je dlouhý přibližně jako přilehlý klásek. Podobná ostřice Buekova má listen stejně dlouhý nebo o málo kratší než květenství, ostřice štíhlá výrazně delší než celé květenství. Okvětí chybí. V samčích květech jsou zpravidla 3 tyčinky. Čnělky jsou většinou 2. Plodem je mošnička, která je jen 2,5-4 mm dlouhá, elipsoidní, bezžilná nebo velmi nezřetelně žilnatá, šedozelená, nahoře narezavělá, na vrcholu zúžená do velmi krátkého nerozeklaného zobánku. Každá mošnička je podepřená plevou, která je za zralosti černohnědá. Kvete nejčastěji v květnu až v červenci. Počet chromozómů: 2n=74, 78 nebo 80.

## Rozšíření
Ostřice vyvýšená roste v Evropě kromě jihu a severu, výjimečně v severní Africe, na východ je ostrůvkovitě rozšířena v Asii až po Japonsko. Mapka rozšíření viz zde: .

## Rozšíření v Česku
V ČR roste vzácně až roztroušeně od nížin do podhůří. Nejčastěji ji najdeme v mokřadních olšinách, na březích rybníků a ve slatinných mokřadech.

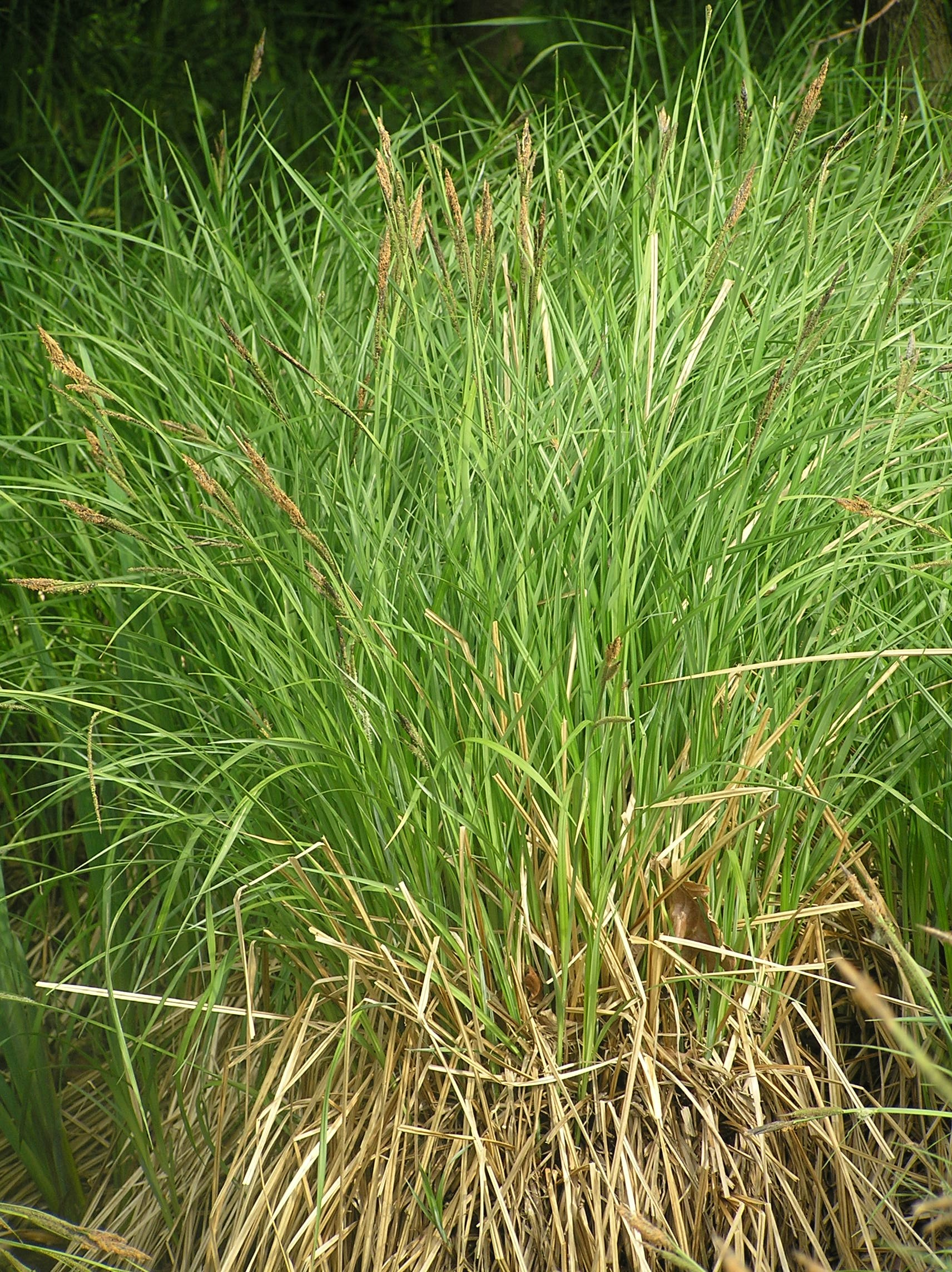
Trs
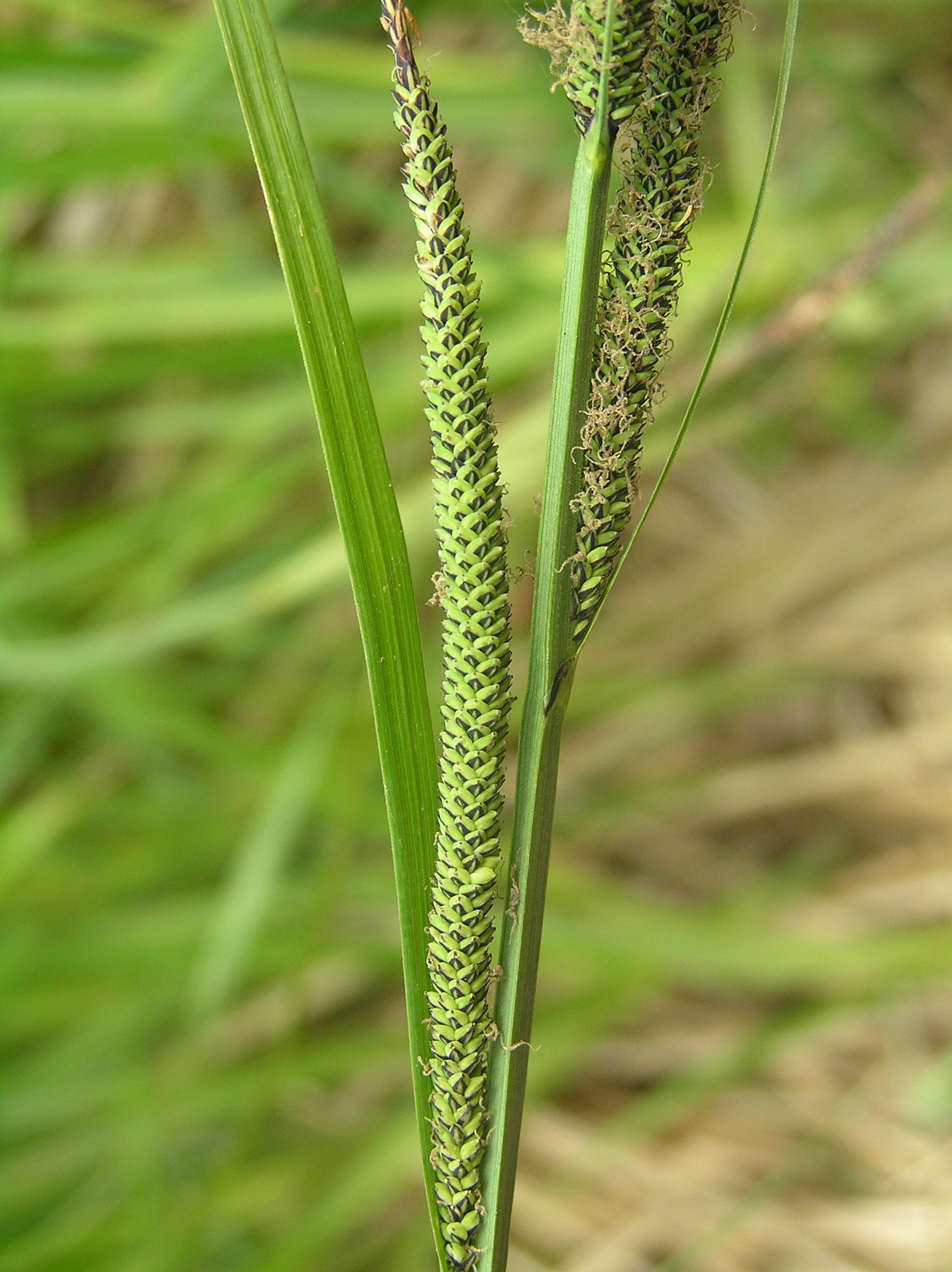
Detail klásku
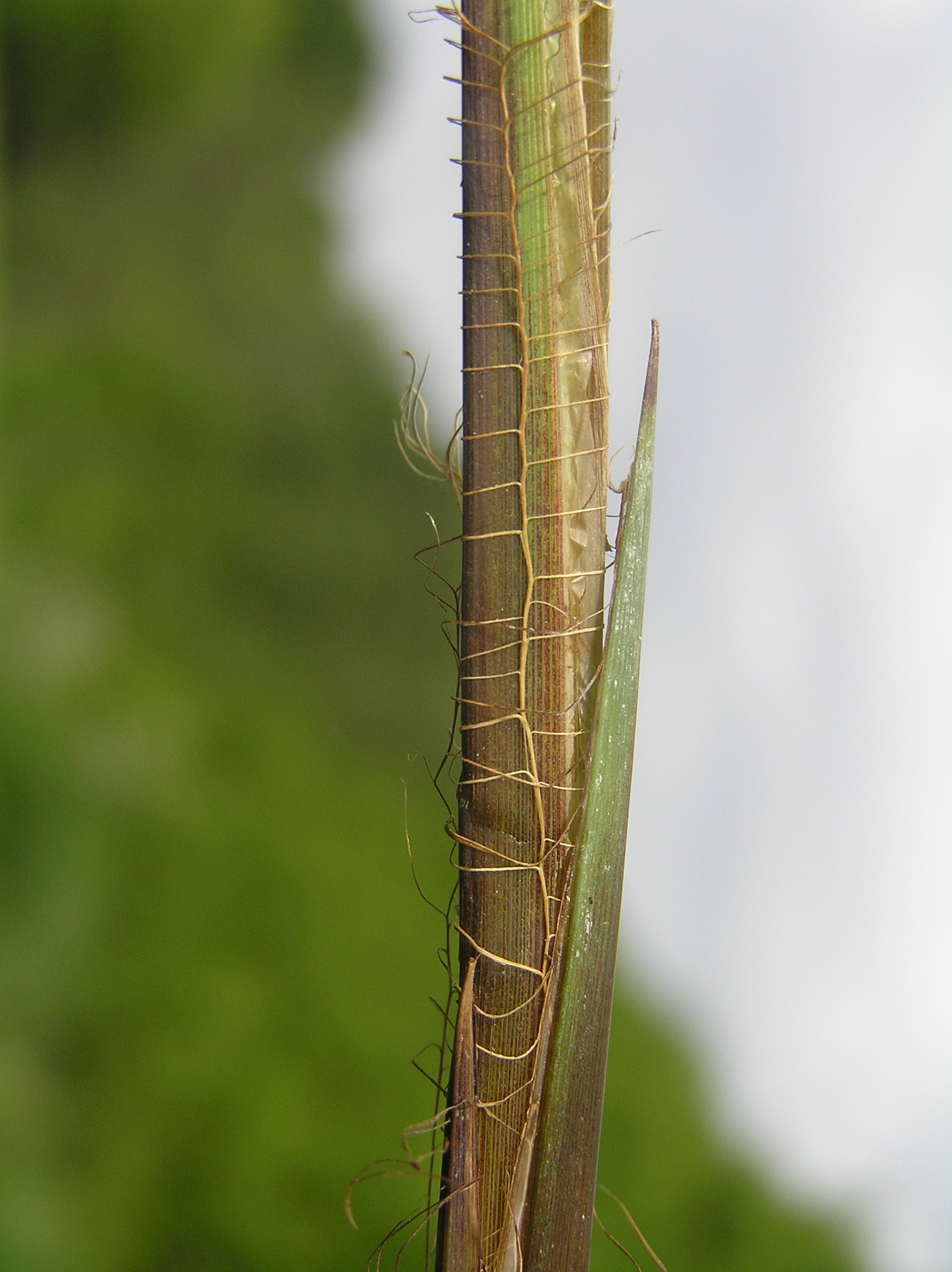
Báze lodyhy

## Hybridizace s ostatními druhy
V ČR se ostřice vyvýšená dosti často kříží s druhy ze stejné sekce. Nejčastěji pak s ostřicí štíhlou. Může se však nakřížit i s ostřicí obecnou a ostřicí trsnatou. Vzniklé hybridy se dají rozeznat okem, či lupou jen tehdy, když je mateřskou rostlinou právě ostřice vyvýšená. Tyto hybridy se nejčastěji odlišují mírou plodnosti mošniček (část z nich je prázdná), poměrem délky listenu k spodnímu samičímu klásku, přítomností krátkých výběžků nebo jiným květenstvím.
Hybridy ostřice vyvýšené vznikají nejčastěji nejdříve změnou prostředí, následně se na stanovišti objeví nový druh a než původní rostlina zmizí, stihne se ještě nakřížit.